# Justus von Liebig
Justus von Liebig (Darmstadt, 12 de maio de 1803 — Munique, 18 de abril de 1873) foi um químico e inventor alemão.

## Vida
Filho de um comerciante de anilina, Liebig tornou-se destacado cientista e professor de química. Seu legado foi um dos maiores do século XIX. Seus experimentos possibilitaram a criação de fertilizantes químicos, sabão, explosivos e alimentos desidratados. Sua contribuição para a humanidade foi extraordinária. Além de inúmeras fórmulas e processos para a química orgânica, Liebig institucionalizou o uso didático do laboratório de química.
Desde cedo Liebig mostrou determinação, dizendo a seus professores que tornaria-se ‘químico’ (numa época em que uma carreira com este nome nem existia), e achava que a educação na época não era suficiente. Ao ajudar seu pai, Liebig já causava explosões em seus laboratórios caseiros. Aos 17 anos de idade entrou para a Universidade de Bonn. Ao interagir com um dos seus professores constatou que este desconhecia o cálculo para análises minerais, e em consequência decidiu que era melhor continuar seus estudos sozinho.
Achando que não encontraria melhores professores em seu país, pediu permissão para o grão duque de Hessen e foi para Paris. Em novembro de 1822 Justus von Liebig se juntaria aos grandes químicos franceses Louis Jacques Thénard, Gay-Lussac, Michel Eugène Chevreul, e Louis Nicolas Vauquelin. Graças às recomendações de Thénard, Liebig foi admitido em um laboratório privado e pôde continuar seus experimentos, apresentando seus trabalhos na Academia Francesa em 22 de março de 1824. Dois dias após a apresentação, Liebig foi nomeado, aos 21 anos de idade, professor extraordinário da Universidade de Giessen, Alemanha.
Apesar de hostilizado pelos demais docentes – não era comum um jovem tornar-se professor --, Liebig permaneceu determinado e, convencido de sua própria experiência, decidiu montar um laboratório no único edifício disponível da universidade, um anexo abandonado. Tal laboratório serviria de modelo a todos os demais laboratórios no mundo, sendo que os alunos de Liebig chegaram a se especializar na arte de soprar vidros. Mesmo em condições precárias, Liebig criou fama e atraiu estudantes de toda a Europa e Estados Unidos. Muitos de seus alunos tornariam-se grandes cientistas laureados com o Prêmio Nobel em física e biologia.
Um dos fundadores da química orgânica, Liebig aperfeiçoou os métodos de análise dos compostos químicos. Descobriu numerosos compostos orgânicos, como o clorálio, o clorofórmio, alguns aldeídos; estudou os ácidos e amidos correspondentes. Ao aplicar a química ao estudo da fisiologia vegetal, Liebig refutou a teoria até então aceita, segundo a qual as plantas absorveriam as substâncias orgânicas resultantes da decomposição de corpos de animais no terreno. Em vez disso, as plantas alimentam-se de alimentos inorgânicos - como o dióxido de carbono da atmosfera e os compostos amoniacais -, sendo o terreno tanto mais fértil quanto maior a quantidade de sais de elementos ali encontrados. Essa descoberta redunda em importante contribuição para a agricultura.
Liebig também revolucionou a produção de alimentos, aplicando princípios da química, chegando à conclusão de que as plantas alimentícias cresceriam melhor e teriam maior valor nutritivo se fossem adicionados elementos químicos na mínima quantidade adequada ao seu cultivo. Deste modo, von Liebig chegou à famosa fórmula NPK, iniciando a era dos fertilizantes químicos. No mesmo período outro estudioso sobre a composição química dos nutrientes, Julius Hensel, propunha que pós de rocha fariam o mesmo efeito sem desequilibrar o meio ambiente e ainda com baixos custos.
Ambos promoveram na Alemanha debates acalorados sobre como evitar a fome e proporcionar o bem-estar nutricional. Julius Hensel obteve pouco reconhecimento pelo seu trabalho, além de ter sido processado e seu livro Pães de Pedra ter sido censurado. Somente em 1997 seu livro foi reeditado, aproveitando-se o mercado da remineralização dos alimentos.
Devem-se a Liebig 318 memórias das mais variadas questões de química. Em 1840 publicou Die Organische Chemie in ihrer Anwendung auf Agrikulturchemie und Physiologie (A Química orgânica em sua aplicação à química agrícola e à fisiologia). Fundou o periódico Annalen der Pharmazie (Anais de Farmácia), mais tarde transformado em Annalen der Chimie und Pharmazie.
Justus von Liebig continuou suas pesquisas sobre o metabolismo e a fisiologia, estudando quais as melhores maneiras de nutrir corpos adoecidos. Mesmo erroneamente, acreditava que o corpo era fortalecido pela ingestão de proteína, e muitos ainda acreditam, o que levou à criação de dois produtos muito difundidos no século XX: Liebig's Infant Food (alimento lácteo para substituir o leite materno) e Liebig's Fleisch Extract (extrato de carne líquido).
Em homenagem, ao fim da Segunda Guerra Mundial a Universidade de Giessen foi renomeada Justus Liebig University Giessen e seu laboratório transformado no Museu Liebig.

## Principais obras
Liebig fundou o jornal Annalen der Chemie, que editou a partir de 1832. Originalmente intitulado Annalen der Pharmacie, tornou-se Annalen der Chemie und Pharmacie para refletir com mais precisão seu conteúdo. Tornou-se o principal periódico de química orgânica  ainda existe, embora sob o nome de European Journal of Organic Chemistry após várias fusões com outros periódicos.  Os volumes de sua vida são frequentemente referenciados apenas como Liebigs Annalen; após sua morte, o título foi oficialmente alterado para Annalen der Chemie de Justus Liebig.
Liebig publicou amplamente em Liebigs Annalen e em outros lugares, em jornais e revistas.  A maioria de seus livros foi publicada simultaneamente em alemão e inglês, e muitos também foram traduzidos para outros idiomas. Alguns de seus títulos mais influentes incluem:
- Ueber das Studium der Naturwissenschaften und über den Zustand der Chemie in Preußen (1840) Edição digital da Universidade e Biblioteca Estadual de Düsseldorf
- Die organische Chemie in ihrer Anwendung auf Agricultur und Physiologie em inglês, Organic Chemistry in its Application to Agriculture and Physiology (1840)
- Chimie organique appliquée à la physiologie animale et à la pathologie; em inglês, Química animal, ou, Química orgânica em suas aplicações à fisiologia e patologia (1842)
- Familiar letters on chemistry and its relation to commerce, physiology and agriculture (Cartas familiares sobre química e sua relação com o comércio, fisiologia e agricultura) (1843)
- Chemische Briefe (1844) Edição digital (1865) pela Universidade e Biblioteca Estadual de Düsseldorf

Além de livros e artigos, ele escreveu milhares de cartas, a maioria delas para outros cientistas.
Liebig também influenciou diretamente a publicação alemã de Logic de John Stuart Mill. Liebig tinha uma estreita amizade com a editora da família Vieweg. Ele providenciou para que seu ex-aluno Jacob Schiel (1813–1889) traduzisse o importante trabalho de Mill para publicação alemã. Liebig gostou da Lógica de Mill em parte porque promoveu a ciência como um meio para o progresso social e político, mas também porque Mill apresentou vários exemplos da pesquisa de Liebig como um ideal para o método científico. Dessa forma, ele procurou reformar a política nos estados alemães.

## Publicações
- Einige Bemerkungen über die Bereitung und Zusammensetzung des Brugnatellischen und Howardschen Knallsilbers. In: Repertorium für die Pharmacie. Band 12. Nürnberg 1822, S. 412–426 (Digitalisat und Volltext im Deutschen Textarchiv).
- Ueber die Verbindungen, welche durch die Einwirkung des Chlors auf Alkohol, Aether, ölbildendes Gas und Essiggeist entstehen. In: Liebigs Annalen. Band 1, 1832, S. 182–230 (http://books.google.com.br/books?id=_-02AAAAYAAJ&pg=PA182&f=false).
- Anleitung zur Analyse organischer Körper 1837, Verlag Vieweg, Braunschweig, (Digitalisat/Faksimile); 2. Aufl. 1853 (archive.org).
- Die organische Chemie in ihrer Anwendung auf Physiologie und Pathologie. Braunschweig 1842 (Digitalisat).
- Die Chemie in ihrer Anwendung auf Agricultur und Physiologie 1840, Verlag Vieweg Braunschweig (Digitalisat und Volltext im Deutschen Textarchiv); 5. korr. und sehr vermehrte Aufl. 1843. (http://books.google.com.br/books?id=TO4TAAAAQAAJ&pg=PA1&f=false).
- Ueber das Studium der Naturwissenschaften und über den Zustand der Chemie in Preußen. Vieweg, Braunschweig 1840 (Digitalisat).
- Die Thierchemie, oder die organische Chemie in ihrer Anwendung auf Physiologie und Pathologie 1842, Verlag Vieweg Braunschweig (Digitalisat und Volltext im Deutschen Textarchiv); 2. Aufl. 1843.
- Liebig, Geiger: Handbuch der Organischen Chemie – mit Rücksicht auf Pharmacie 1843, Verlag Winter, Leipzig und Heidelberg (Digitalisat).
- Ueber einige Harnstoffverbindungen und eine neue Methode zur Bestimmung von Kochsalz und Harnstoff im Harn. In: Ann. Pharm. Band 85, 1853, S. 289–328 (http://books.google.com.br/books?id=XFvT-hPWkeYC&pg=PA289&f=false).
- Liebig, Poggendorff, Wöhler: Handwörterbuch der reinen und angewandten Chemie Verlag Vieweg Braunschweig, 1. Band, 1842, (archive.org); 2. Band, 2. Aufl. 1858 (archive.org); 3. Band, 1848 (archive.org).
- Ueber Theorie und Praxis in der Landwirtschaft. Braunschweig 1856.
- Über das Verhalten der Ackerkrume zu den in Wasser löslichen Nahrungsstoffen der Pflanzen. München, Cotta, 1858 (http://books.google.com.br/books?id=FbA5AAAAcAAJ&pg=PA1&f=false).
- Chemische Briefe (Nr. 1–33). 3. Auflage. Leipzig/Heidelberg 1851 (archive.org), 4. Auflage ebenda 1859, und Chemische Briefe (Nr. 1–50). Verlag Winter, Leipzig/Heidelberg 1865 (Digitalisat).
- Ueber Gährung, über Quelle der Muskelkraft und Ernährung. Leipzig 1870 (Digitalisat).
- Suppe für Säuglinge. 3. Auflage. Braunschweig 1877 (Digitalisat).